# San Bartolomé Ayautla
San Bartolomé Ayautla es una localidad del estado mexicano de Oaxaca. Es cabecera del municipio de San Bartolomé Ayautla.

## Demografía
| Censo | Población |
| ----- | --------- |
| 1900  | 1762      |
| 1910  | 1998      |
| 1921  | 1415      |
| 1930  | 2307      |
| 1940  | 2588      |
| 1950  | 2860      |
| 1960  | 2883      |
| 1970  | 2437      |
| 1980  | 1750      |
| 1990  | 2169      |
| 1995  | 2068      |
| 2000  | 2747      |
| 2005  | 2821      |
| 2010  | 2858      |
| 2020  | 2865      |